# Parc André-Citroën
Le parc André-Citroën est un jardin public situé sur la rive gauche de la Seine.

## Situation et desserte
Le parc André-Citroën se trouve au 2, rue de la Montagne-de-la-Fage, dans le 15e arrondissement de Paris. Il est desservi par la ligne 10 (station Javel - André Citroën) et par la ligne 8 (stations Lourmel et Balard), le RER C (gare du Pont du Garigliano et gare de Javel) et la ligne de tramway T3a (station Pont du Garigliano).

## Historique

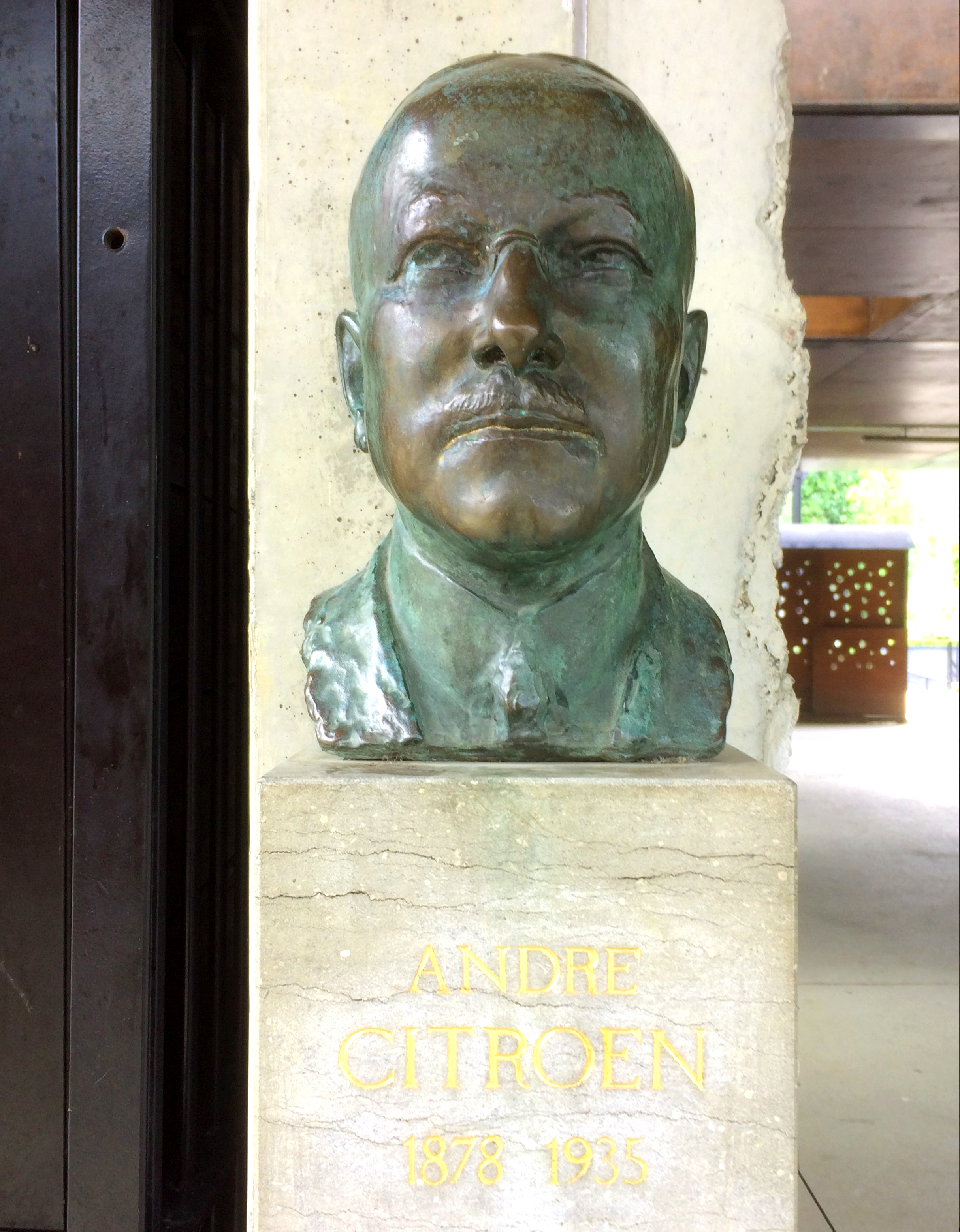
Buste d'André Citroën à l'entrée du parc.

Le parc a été créé au début de 1986 et inauguré en 1992 sur le site de l'ancienne usine Citroën, dans le quartier de Javel du 15e arrondissement de Paris ; il est bordé de logements et de bâtiments du tertiaire.
10 100 m2 supplémentaires qui auraient été planifiés dès 1986 ont été ouverts au public à l'été 2014, face à l'hôpital Georges-Pompidou. La nouvelle parcelle accroît les espaces de détente et intègre des nouvelles installations destinées aux enfants et adolescents.
En juillet 2015, les jardins blanc et noir ont été respectivement renommés Caroline Aigle et Eugénie-Malika Djendi  en hommage à ces deux militaires françaises.
En 2019, en hommage aux soldats morts à l'étranger (OPEX), un monument aux morts pour la France en opérations extérieures a été installé à l'intérieur du parc, dans le jardin Eugénie-Djendi (jardin noir).

## Urbanisme

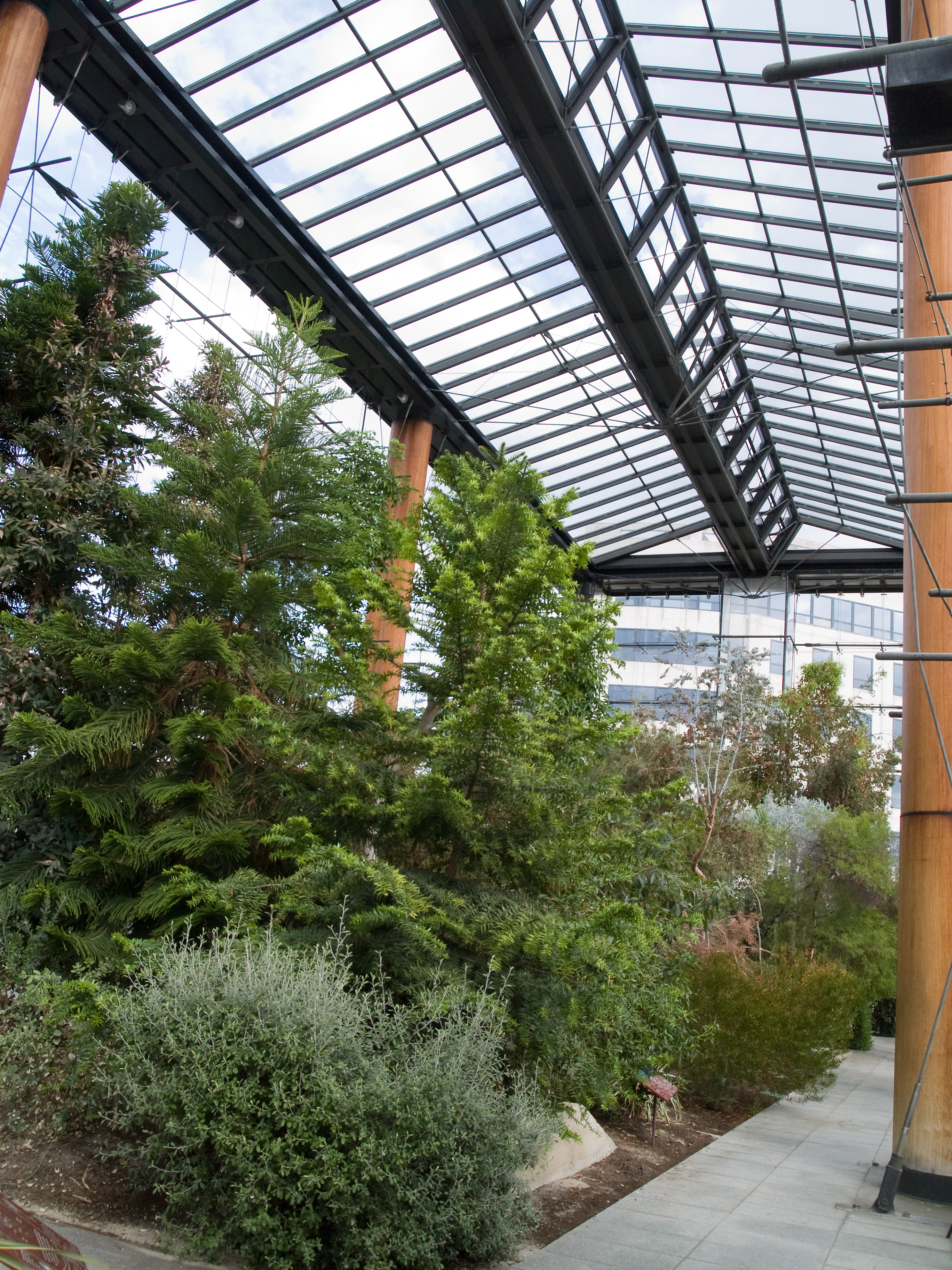
L’intérieur d’une des deux grandes serres.

Les maîtres d’œuvre du parc sont les paysagistes Gilles Clément, Allain Provost et les architectes Patrick Berger, Jean-François Jodry et Jean-Paul Viguier.
Le parc, descendant en pente douce vers le fleuve, s’étend sur 14 hectares au bord de la Seine et abrite une végétation luxuriante et des scénographies aquatiques. Il est parcouru, en diagonale, par une ligne droite de 800 m, dont le paysage est varié : franchissement de pièces d'eau, pelouses, bambouseraie, escaliers, etc.
Il y a deux grandes serres, au Nord-Est, entourant des jets d’eau ; l’une abrite des plantes exotiques et, l’autre, des plantes méditerranéennes. La serre de l’orangerie est disponible à la location.
Une île artificielle, en contrebas, est plantée, également, de bois de bambous.
La circulation automobile, le long de la Seine, passe par le souterrain Citroën-Cévennes, d'une longueur de 440 mètres ; la voie du RER C est aérienne.

## Activités

Plan du Parc André-Citroën.

Plusieurs jardins à thèmes, appelés « jardins sériels », composent la bordure Nord, réunissant les évocations d'une planète, d'une couleur, d'un jour de la semaine, d'un sens et d’un numéro atomique.
|   | Jardin                       | Relation avec l'eau | Métal   | Métal | Couleur | Sens       | Planète | Jour     |
| - | ---------------------------- | ------------------- | ------- | ----- | ------- | ---------- | ------- | -------- |
| 1 | Jardin noir (Eugénie Djendi) | La mer              | Plomb   | 82    | Noir    | (instinct) | Saturne | Samedi   |
| 2 | Jardin bleu                  | La pluie            | Cuivre  | 29    | Bleu    | Odorat     | Vénus   | Vendredi |
| 3 | Jardin vert                  | La fontaine         | Étain   | 50    | Vert    | Ouïe       | Jupiter | Jeudi    |
| 4 | Jardin orange                | Le ruisseau         | Mercure | 80    | Orange  | Toucher    | Mercure | Mercredi |
| 5 | Jardin rouge                 | La cascade          | Fer     | 26    | Rouge   | Goût       | Mars    | Mardi    |
| 6 | Jardin argenté               | La rivière          | Argent  | 47    | Argenté | Vue        | Lune    | Lundi    |
| 7 | Jardin doré                  | (Le cadran solaire) | Or      | 79    | Doré    | 6e sens    | Soleil  | Dimanche |

Dans le jardin doré se trouve un cadran solaire de style moderne, décoratif car situé à l'ombre.

Le parc
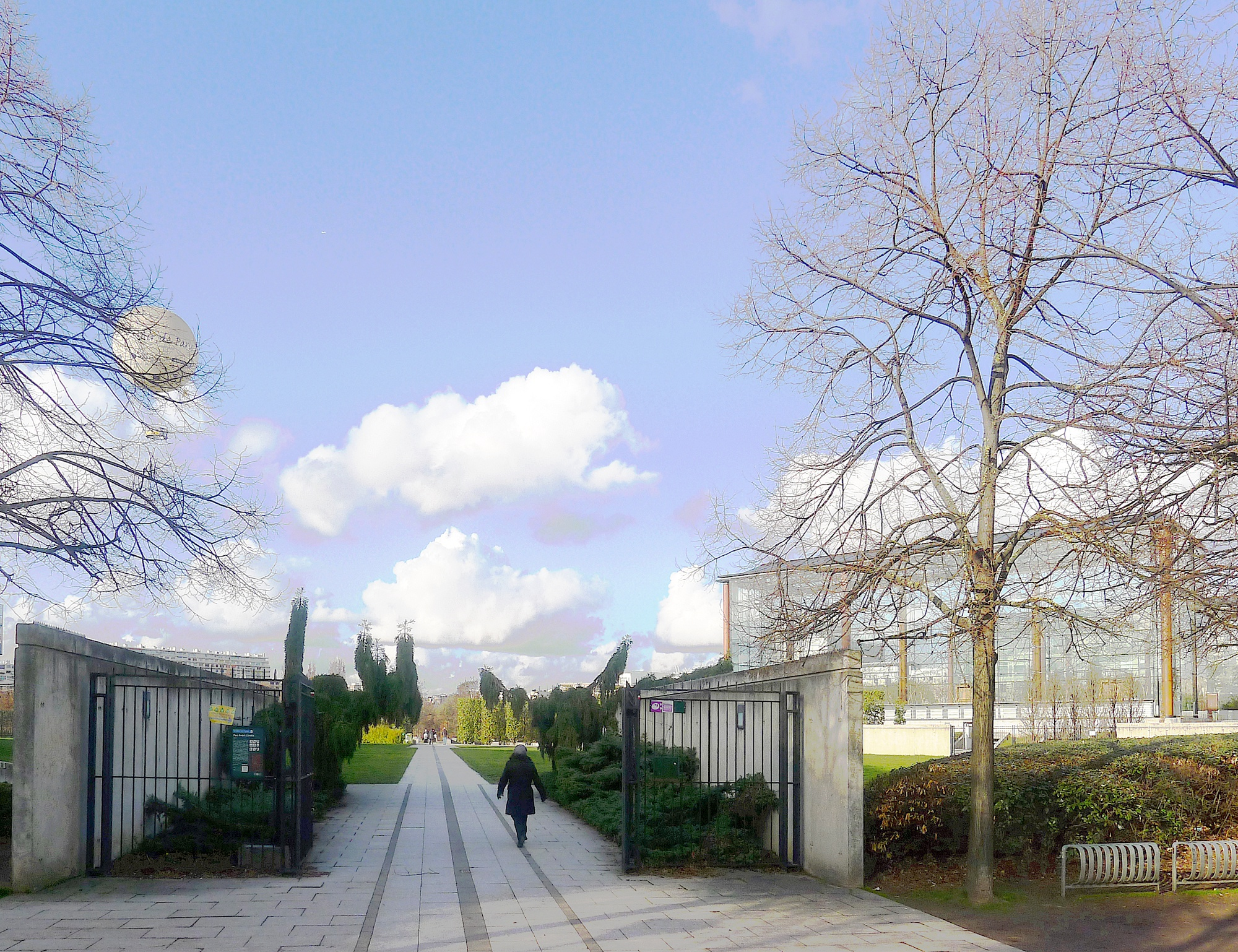
Une des entrées du parc.
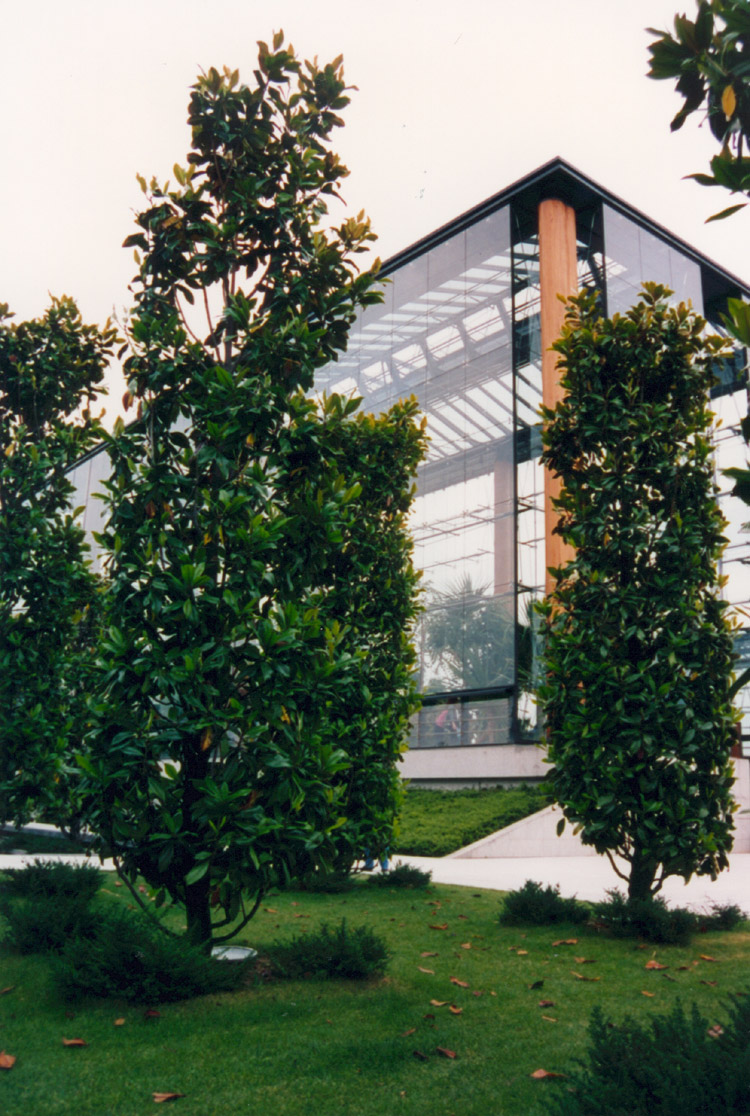
Les serres.
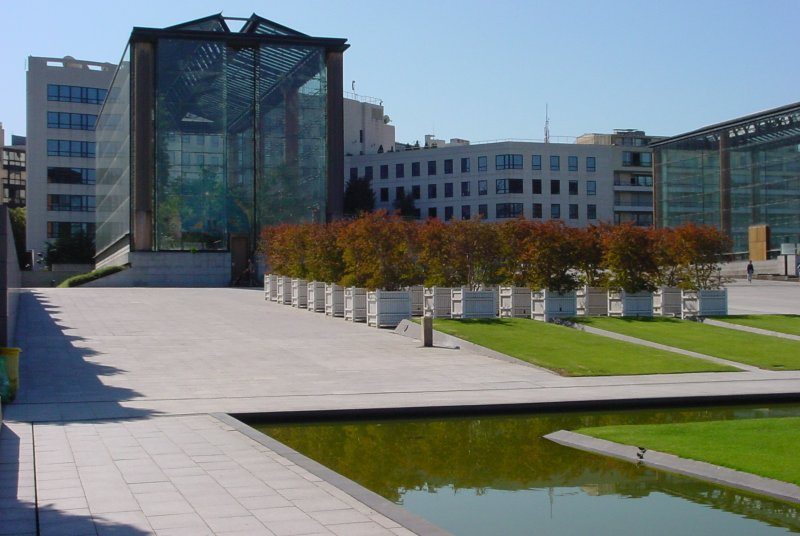
La grande serre tropicale.
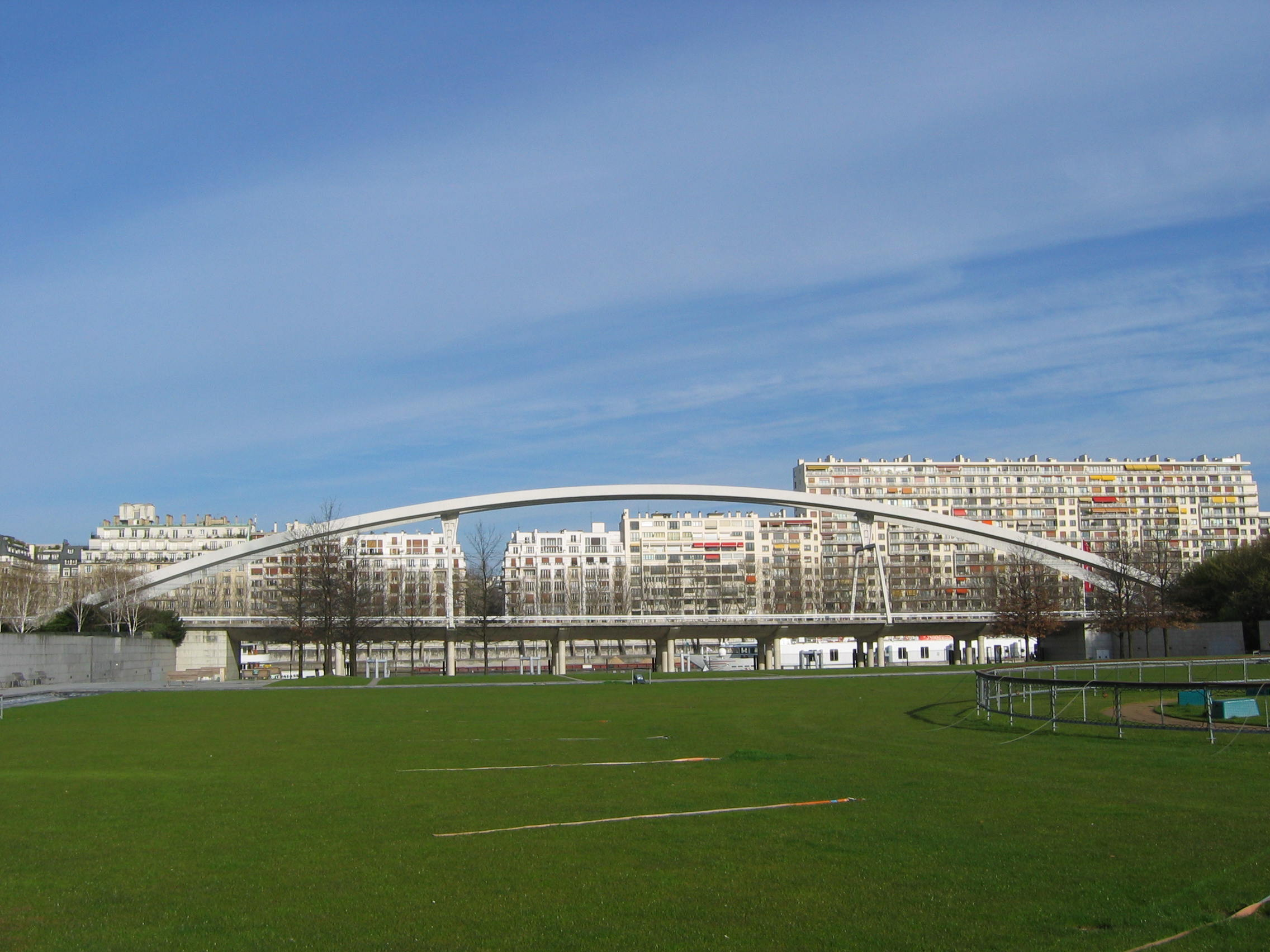
Le viaduc du quai André-Citroën.
Vue sur le parc André-Citroën.

## Le ballon captif
Un ballon captif, s'élevant à 150 m, rebaptisé Ballon Generali (anciennement Fortis, Eutelsat, Air de Paris) offre une vue panoramique de Paris à trente passagers ; la couleur de son illumination varie selon le taux de pollution et la qualité de l'air.

Le ballon captif
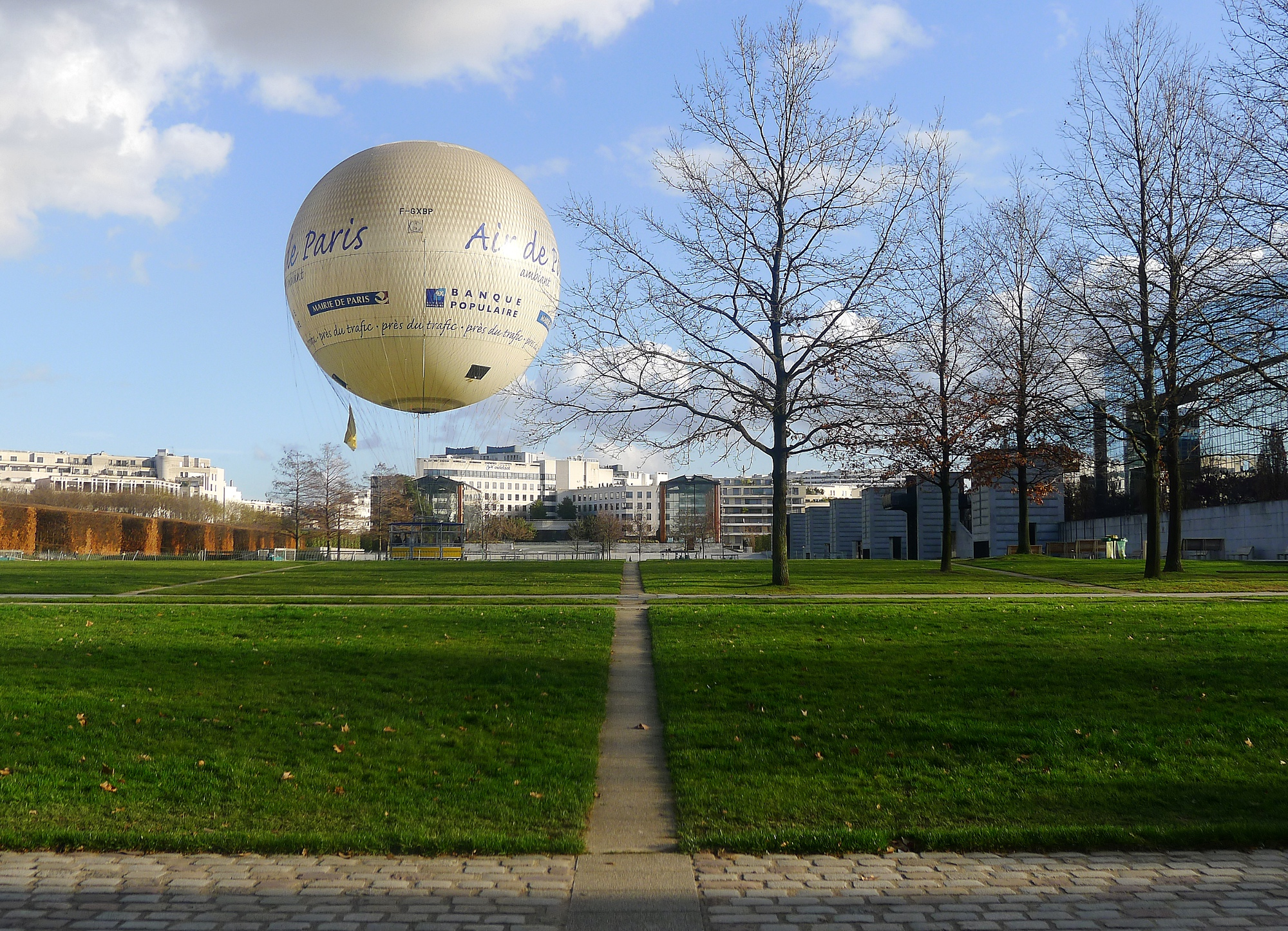
Le ballon maintenu au sol.
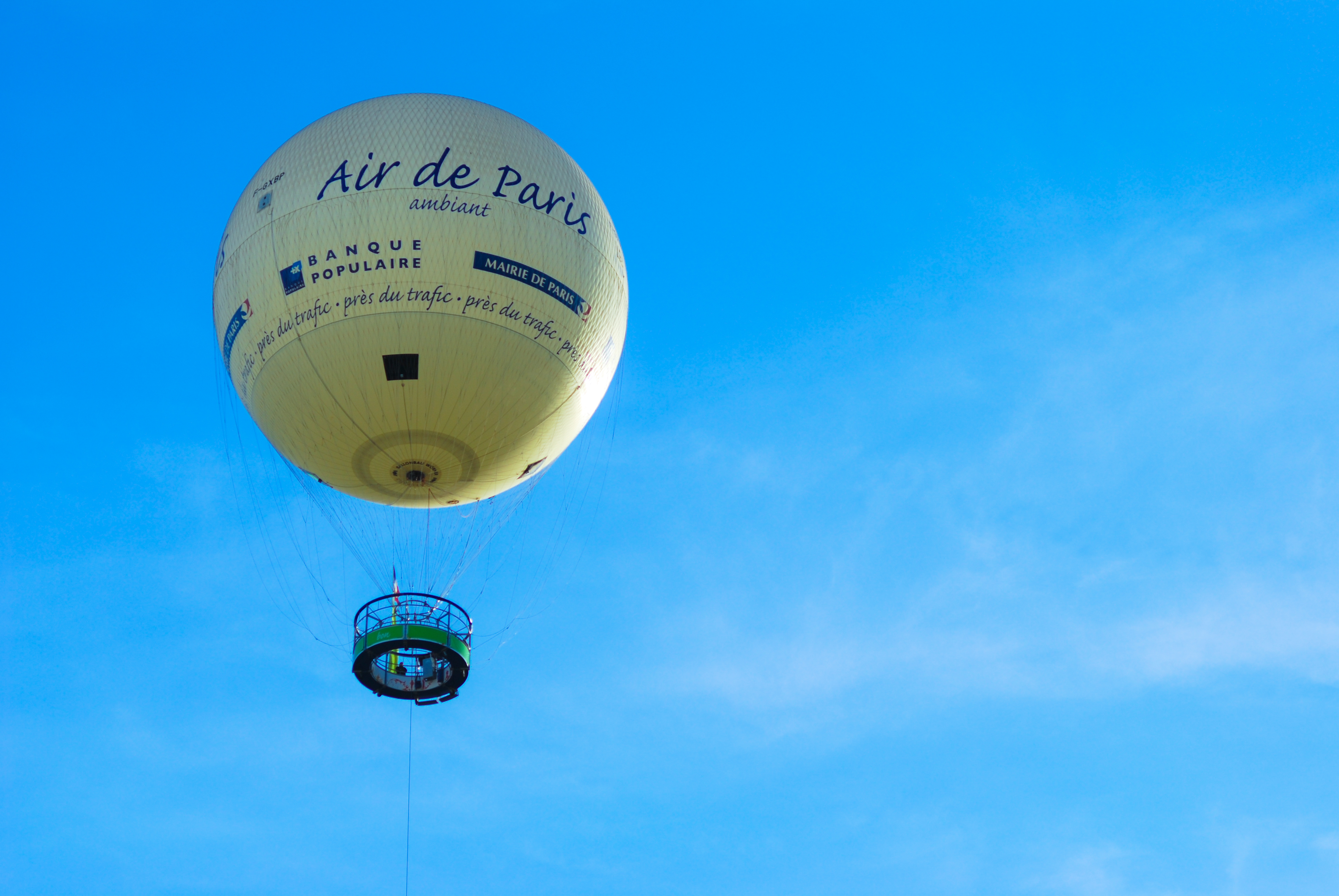
Le ballon Air de Paris en vol.
Vue panoramique du parc.

## Entretien
Depuis son inauguration en 1992, les installations du parc endurent une dégradation progressive. De nombreuses causes sont énumérées, notamment une fréquentation bien supérieure aux estimations de l'époque et une conception exigeant un entretien onéreux.
Des travaux de rénovation ont été premièrement lancés en 2009, mais, en 2014, 6 000 m2 du parc restaient toujours inaccessibles.
En novembre 2013, le compte rendu du Conseil de quartier Citroën-Boucicaut indique que « l'entretien du parc André-Citroën n’est plus fait depuis huit ans : serres fermées, bassins vides, passerelles fermées » ; l'adjoint au maire du 15e, chargé du quartier, affirme que « le parc André-Citroën est un grand espace devenu vétuste ».
Un nouveau projet de rénovation est annoncé pour commencer en 2015, au budget de 3,7 millions d'euros. D'après un rapport de novembre 2017, de nombreux travaux étaient toujours en cours de finition ou avaient été repoussés, dont les études pour renouveler le Grand Canal et les 18 fontaines sérielles.